# TMEM47
TMEM47 (англ. Transmembrane protein 47) – білок, який кодується однойменним геном, розташованим у людей на X-хромосомі. Довжина поліпептидного ланцюга білка становить 181 амінокислот, а молекулярна маса — 19 998.
| 10         |  | 20         |  | 30         |  | 40         |  | 50         |
| ---------- |  | ---------- |  | ---------- |  | ---------- |  | ---------- |
| MASAGSGMEE |  | VRVSVLTPLK |  | LVGLVCIFLA |  | LCLDLGAVLS |  | PAWVTADHQY |
| YLSLWESCRK |  | PASLDIWHCE |  | STLSSDWQIA |  | TLALLLGGAA |  | IILIAFLVGL |
| ISICVGSRRR |  | FYRPVAVMLF |  | AAVVLQVCSL |  | VLYPIKFIET |  | VSLKIYHEFN |
| WGYGLAWGAT |  | IFSFGGAILY |  | CLNPKNYEDY |  | Y          |  |            |

A: Аланін

C: Цистеїн

D: Аспарагінова кислота

E: Глутамінова кислота

F: Фенілаланін

G: Гліцин

H: Гістидин

I: Ізолейцин

K: Лізин

L: Лейцин

M: Метіонін

N: Аспарагін

P: Пролін

Q: Глутамін

R: Аргінін

S: Серин

T: Треонін

V: Валін

W: Триптофан

Локалізований у мембрані, клітинних контактах.